# 효과인자
효과인자(效果因子, 영어: effector)는 생화학에서 일반적으로 단백질에 선택적으로 결합하고 생물학적 활성을 조절하는 작은 분자이다. 이러한 방식으로 효과인자는 효소의 활성, 유전자의 발현, 세포 신호전달을 증가 또는 감소시킬 수 있는 리간드로 작용한다. 효과인자는 일부 mRNA 분자(리보스위치)의 활성을 직접적으로 조절할 수도 있다.
경우에 따라 단백질은 특히 세포 신호전달 케스케이드에서 효과인자 분자로 기능하는 것으로 간주될 수 있다.
"effector"라는 용어는 다른 생물학 분야에서도 사용된다. 예를 들어 뉴런의 효과기(effector) 끝은 축삭이 자극하거나 억제하는 근육 또는 기관과 접촉하는 말단이다.

## 예시
다른 자리 입체성 효과인자(영어: allosteric effector)는 RNA 전사와 관련된 조절 단백질에 결합하여 활성을 변경할 수 있다. 이러한 방식으로 활성인자 단백질이 활성화되어 DNA에 결합하여 RNA 중합효소가 프로모터에 결합하는 것을 촉진하고 억제인자 단백질이 비활성화되어 RNA 중합효소가 DNA의 프로모터에 결합할 수 있도록 한다.
세균 효과인자 단백질은 세균 세포(일반적으로 병원체)에 의해 숙주 세포로 주입된다. 주입은 III형 분비 시스템(TTSS 또는 T3SS)와 같은 특수한 분비 장치에 의해 매개된다.
균류의 효과인자는 병원성 또는 유익한 균류의 침입성 균사에 의해 숙주 세포의 안팎으로 분비되어 방어 성분을 비활성화시키거나 콜로니화를 촉진한다. 균류의 단백질 분비 시스템은 첨단부를 포함하고 있다.
식물에 대한 병원성 균류는 두 가지 상이한 효과인자 분비 시스템을 사용하며 각 분비 경로는 효과인자 패밀리에 따라 차이가 있다.
- 아포플라스트 효과인자 : 아포플라스트에 머무르는 단백질은 EIHM(extra-invasive hyphal membrane, 추가 침습성 균사막)이라 불리는 성장 균사를 둘러싸고 있는 별개의 구획으로 옮겨져 축적된다.
- 세포직 효과인자 : 숙주의 세포질로 들어가는 단백질은 BIC(biotrophic interfacial complex, 생물영양 계면 복합체)라는 복잡한 식물 유래 구조로 축적되고 나중에 식물 세포 내부의 EIHM을 가로질러 전위된다. 세포질 효과인자는 식물 세포의 몇몇 층을 통해 이동할 수 있으며, 이는 아마도 균사의 침입에 대비하는 방법일 수 있다.

## 같이 보기
- 효소 활성화제
- 효소 저해제